# 塞浦路斯行政區劃
塞浦路斯共和國有兩級行政區劃，第一級為區（Επαρχία），第二級為市鎮（Δήμος）與社區（Κοινότητα）。

## 區

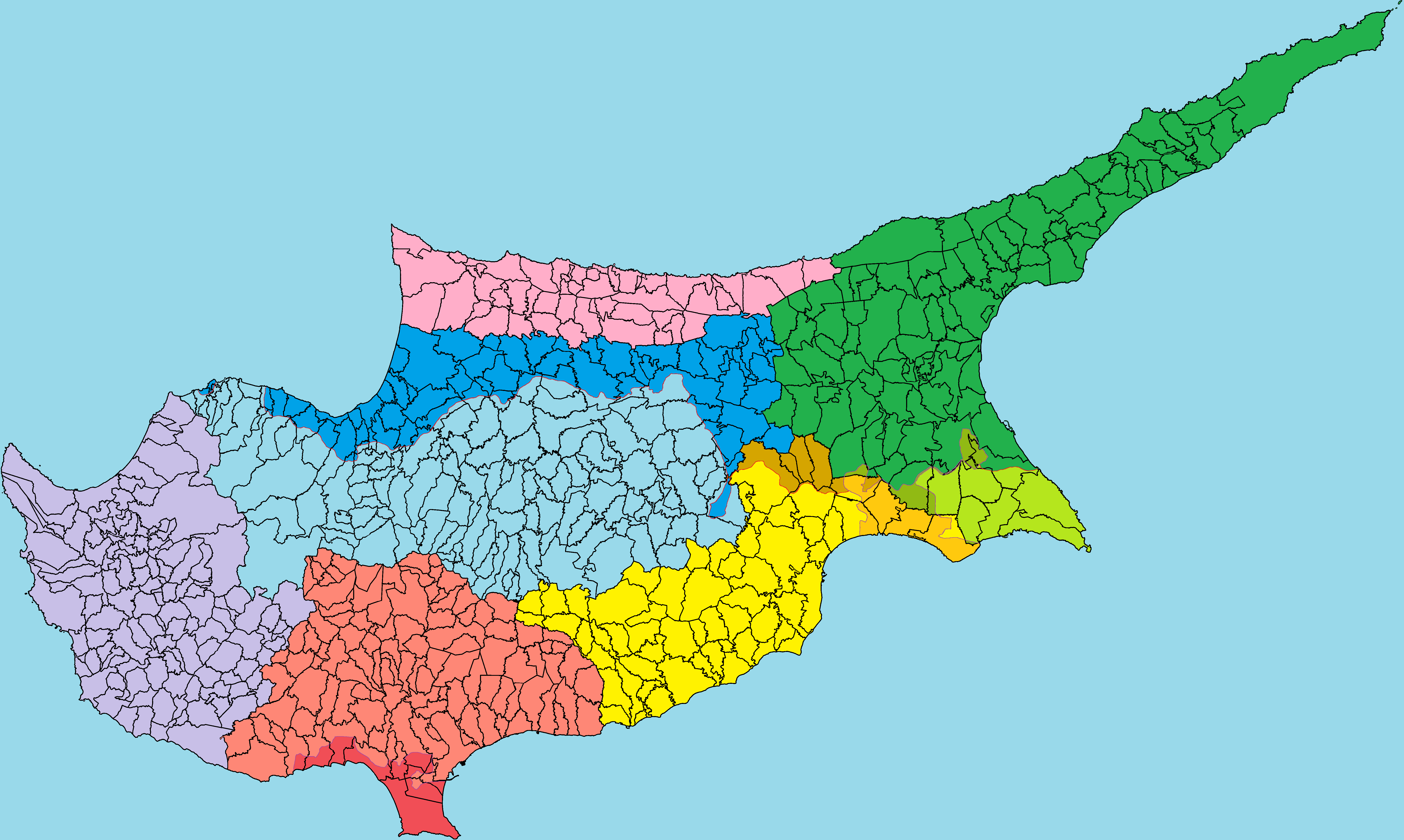
塞浦路斯行政區劃圖

塞浦路斯在行政上共分為6個區：尼科西亚区、利马索尔区、拉纳卡区、法马古斯塔区、帕福斯区與凯里尼亚区。1974年土耳其入侵塞浦路斯並佔領塞浦路斯北部後，塞浦路斯共和國失去凯里尼亚区全境、法马古斯塔区的大部分、尼科西亞區的大部分與拉納卡區的小部分的控制權。
各區均由地區管理局（Επαρχιακές Διοικήσεις）管理，並由行政官（Έπαρχος）領導。所有行政官均為高級公務員，隸屬於內政部。

## 二級行政區
塞浦路斯第二级行政区划单位有两种类型：市镇和社区，分别据单独的法律来管理。市镇是城区和旅游度假区的地方政府形式，社区则是乡间地区的地方政府形式。

### 市鎮
市鎮是塞浦路斯的第二級行政區劃之一。塞浦路斯現有39個市鎮，根據《1985年市镇法令》（Δήμο νόμο του 1985）運作。市長與市議會由公民經市镇選舉直選產生，任期5年。。
1974年土耳其入侵塞浦路斯並佔領塞浦路斯北部後，塞浦路斯失去9個市鎮的控制權。該9個市鎮的市政機關不再行使其一般權責，惟其法律地位仍得以保留，並在塞浦路斯共和國控制區設置流亡機構。

### 社區
社區是塞浦路斯的第二級行政區劃之一。今天，塞浦路斯現有576個社區，根據《1999年社區法令》（Κοινοτήτων νόμο του 1999）運作。各社區由社區委員會（Κοινοτικών Συμβουλίων）管理。各社區委員會的領導人稱為社区长官（Κοινοτάρχη）。
1974年土耳其入侵塞浦路斯並佔領塞浦路斯北部後，塞浦路斯失去172個社區的控制權。該172個社區的行政機關不再行使其一般權責，惟其法律地位仍得以保留，並在塞浦路斯共和國控制區設置流亡機構。
兩個或以上的相鄰社區可申請合組社區集體（Σύμπλεγμα Κοινοτήτων）。任何社区经过地方公投且经内阁批准后可以成为市镇，必须满足的条件是人口数量超过5000人，或者其经济资源能够支持市镇运作。

## 分區、堂區與定居點
市鎮可下分為分區（Συνοικία），分區可再進一步下分為堂區（Ενορία）與定居點（Οικισμος）。